# جهانگیر قائم‌مقامی
جهانگیر قائم‌مقامی (۱۸ مهر ۱۲۹۷ – ۲۰ شهریور ۱۳۶۰) متخصص اسناد تاریخی و تاریخ دورهٔ قاجار، و مدیر نشریهٔ بررسی‌های تاریخی. وی از نوادگان میرزا ابوالقاسم قائم‌مقام فراهانی (از ملتزمین عباس میرزا نایب السلطنه فتحعلی شاه و صدراعظم محمد شاه قاجار) فارغ‌التحصیل دانشکده افسری و دارای درجه دکترای تاریخ از دانشگاه سوربون فرانسه. او دارای تألیفات بسیاری در زمینه تاریخ و سندشناسی فارسی است و از سال ۱۳۴۵ تا ۱۳۴۹ سردبیری مجله بررسی‌های تاریخی را بر عهده داشته‌است.

## زندگی
جهانگیر قائم‌مقامی فرزند رضاقلی قائم‌مقامی (یاور) در ۱۸ مهرماه ۱۲۹۷ خورشیدی در تهران متولد شد. او با چهار واسطه به قائم مقام فراهانی وزیر و صدراعظم عباس میرزا نایب السلطنه و محمد شاه قاجار و صاحب منشآت معروف می‌رسد. دوران کودکی او در تهران و کرند و کرمانشاه و همدان و اراک گذشته‌است. تحصیلات ابتدایی را در مدرسهٔ علمیهٔ تهران و فردوسی اراک و قسمتی از تحصیلات متوسطه خود را در دبیرستان علمیهٔ تهران انجام داد و سپس به اصرار پدرش به مدرسهٔ نظام در تهران وارد شد و سپس به دانشکدهٔ افسری رفت و تحصیلات خود را در رشتهٔ فنون نظامی در سال ۱۳۲۱ خورشیدی با درجهٔ ستوان دومی در رشتهٔ مهندسی از آن دانشکده به پایان رسانید، و چندی در لشکرهای تهران و خوزستان و شیراز خدمت کرد. سپس برای تکمیل تحصیلات مهندسی نظامی به مدارس عالی مهندسی در شهرهای آنژه و ورسای به فرانسه رفت. جهانگیر قائم‌مقامی در خلال خدمات نظامی خود همیشه به مطالعه و بررسی تاریخ و جغرافیای ایران علاقه‌مند بود و در هر مأموریتی از فرصت‌های محلی برای تکمیل اطلاعات تاریخی و جغرافیایی محلی استفاده می‌کرد چنانکه در سفرهای خوزستان و بختیاری و کهگیلویه و فارس اطلاعات کاملی در بارهٔ عشایر آن حدود جمع‌آوری کرد و حاصل کار او به صورت سه جلد کتاب در بارهٔ عشایر خوزستان و کوهگیلویه است که قسمت‌هایی از آن هم به صورت مقالاتی تحت عنوان «عشایر خوزستان» در مجلهٔ یادگار سال‌های ۱۳۲۳، ۱۳۲۴ و ۱۳۲۵ به مدیریت دانشمند فقید استاد عباس اقبال آشتیانی که در تهران منتشر می‌شد به چاپ رسیده‌است. جهانگیر قائم‌مقامی پس از تعطیل مجلهٔ یادگار همکاری قلمی خود را با مجلهٔ یغما آغاز نمود و این همکاری سال‌ها ادامه داشت. وی مدت ۶ سال در دانشگاه نظامی تهران، سمت استادی در رشتهٔ مهندسی داشت و در همین سال‌هاست که به‌طور ضمنی به تحصیل در دانشگاه تهران نیز پرداخت و در سال ۱۳۳۵ به اخذ لیسانس نائل آمد. در سال ۱۳۳۶ به دومین سفر تحصیلی خود به فرانسه رفت و در سال ۱۳۳۸ به ایران بازگشت. در سال ۱۳۴۴ به سمت رئیس کمیتهٔ تاریخ نظامی منصوب شد و نشریهٔ تحقیقی بررسی‌های تاریخی (وابسته به ستاد بزرگ‌ارتشتاران) در سال ۱۳۴۵ توسط جهانگیر قائم‌مقامی بنیان‌گذاری شد و خود سردبیری آن را تا ۱۳۴۹ به عهده گرفت. این سال‌ها به تصدیق عموم محققان تاریخ ایران و ایران‌شناسان داخلی و خارجی، از معتبرترین و بهترین ادوار مجلهٔ مزبور است. این نشریه تا ۱۳۵۷ به‌طور منظم منتشر می‌شد. در سال ۱۳۴۵ با حفظ سمت و شغل سازمانی خود برای طی دورهٔ دکترا در تاریخ به فرانسه رفت و در سال ۱۳۴۷ به اخذ دکترا در تاریخ معاصر ایران از دانشگاه سوربن توفیق یافت و رسالهٔ دکترای او تحت عنوان «روابط نظامی ایران و فرانسه در قرن نوزدهم» در حدود ۴۰۰ صفحه به قطع وزیری بزرگ با درجهٔ ممتاز پذیرفته شد. وی در سال ۱۳۵۱ برای بررسی اسناد تاریخ ایران موجود در آرشیوهای کشور پرتغال به لیسبون رفت و در این مدت کلیهٔ اسناد فارسی، عربی و ترکی را که مربوط به خلیج فارس و جزیرهٔ هرموز در آنجا بود بررسی نمود. حاصل این بررسی‌ها را نخست به صورت مقالاتی متوالی تحت عنوان «مسئلهٔ هرموز در روابط ایران و پرتغال» در مجلهٔ بررسیهای تاریخی منتشر نمود و سپس مجموعهٔ آن مقالات به عنوان جلد یکم از کتاب «اسناد فارسی، عربی و ترکی در بارهٔ هرموز و خلیج فارس» به صورت جداگانه انتشار یافت. از کارهای عمدهٔ او جمع‌آوری منشآت و مکتوبات قائم‌مقام فراهانی است که در سه مجلد به چاپ رسید. جهانگیر قائم‌مقامی در ۲۰ تیر ۱۳۶۰، در سن ۶۴ سالگی در تهران درگذشت و در بهشت زهرا قطعه ۸۹، ردیف ۲۹، شماره ۱۶ به خاک سپرده شد.

## تألیفات
- تحولات سیاسی نظام ایران از قرن یازدهم هجری تا سال ۱۳۰۱ شمسی، چاپخانه علی اکبر علمی، ۱۳۲۶
- منشأت قائم مقام فراهانی (تصحیح و تحشیه)، کتابخانه ابن سینا، ۱۳۳۷
- اهتمام ناسخ‌التواریخ (قسمت قاجاریه)، امیر کبیر، ۱۳۳۸
- بحرین و مسائل خلیج فارس، کتابخانه طهوری، ۱۳۴۱
- تاریخ ارتش نوین ایران، جلد اول، انتشارات ارتش، ۱۳۴۵
- روابط نظامی ایران و فرانسه در قرن نوزدهم، رساله دکترا بزبان فرانسه، دانشگاه سوربن پاریس، ۱۳۴۷
- گرد آوری و مقدمه کتاب زین ابزار تألیف استاد پورداود، انتشارات ارتش، ۱۳۴۷
- یکصد و پنجاه سند تاریخی از جلایریان تا پهلوی، انتشارات ارتش، ۱۳۴۸
- اسناد تاریخی وقایع مشروطهٔ ایران، نامه‌های ظهیرالدوله، انتشارات ارتش، ۱۳۴۸
- گاهنامه تطبیقی سلطنت پادشاهان ایران و جهان، انتشارات مهنامه ارتش، ۱۳۴۹
- نیم قرن تمدن و فرهنگ ایران از ۱۲۹۹ تا ۱۳۴۹، نشریه ارتش، ۱۳۴۹
- مقدمه‌ای بر شناخت اسناد تاریخی، انتشارات انجمن آثار ملی، ۱۳۵۰
- پیشینه سان و رژه، بخش سوم: از ایلخانیان تا زمان حاضر، انتشارات وزارت فرهنگ و هنر، ۱۳۵۰
- مسئله هیرمند در روابط ایران و افغانستان، انتشارات دانشگاه پدافند، ۱۳۵۰
- مسئله هرموز در روابط ایران و پرتغال، اسناد فارسی عربی و ترکی در آرشیو پرتغال دربارهٔ هرمز و خلیج فارس (دو جلد)، چاپ اول، ۱۳۵۴، چاپ دوم در مجموعه مقالات خلیج فارس از انتشارات دفتر مطالعات سیاسی و بین‌المللی، ۱۳۶۹
- ایران امروز، انتشارات شورای عالی فرهنگ، ۱۳۵۴
- تاریخ ژاندارمری ایران، ۱۳۵۵
- نامه‌های پراکنده قائم‌مقام فراهانی، بخش یکم، (نامه‌های مربوط به جنگ‌های ایران و روسیه)، انتشارات بنیاد فرهنگ، ۱۳۵۷
- نامه‌های سیاسی و تاریخی سیدالوزراء قائم‌مقام فراهانی (درباره معاهده صلح ترکمانچای و غرامات آن)، انتشارات دانشگاه ملی، ۱۳۵۸
- روش تحقیق در تاریخ نگاری، انتشارات دانشگاه ملی، ۱۳۵۸
- نامه‌های پراکنده قائم مقام فراهانی، بخش دوم، (نامه‌های مربوط به مآموریت گریبایدوف در ایران و مسائل دیگر در روابط ایران و روسیه)، انتشارات بنیاد فرهنگ، ۱۳۵۹
- نهضت آزادیخواه مردم فارس در انقلاب مشروطیت ایران، انتشارات مرکز تحقیقات تاریخی، ۱۳۵۹

## مقالات
- قبایل سکوند، شماره ۷ سال ۱، مجله یادگار، ۱۳۲۳
- طوایف شوش، شماره ۴ و ۸ سال ۲، مجله یادگار، ۱۳۲۳
- قبایل میان آب، شماره ۴ و ۸ سال ۲، مجله یادگار، ۱۳۲۳
- یک قانون عجیب در میان اعراب خوزستان، شماره ۹ سال ۲، مجله یادگار، ۱۳۲۴
- لرکی‌ها، شماره ۱ سال ۳، مجله یادگار، ۱۳۲۵
- قبایل چانکی، شماره ۳ و ۵ و ۹ و ۱۰ سال ۳، مجله یادگار، ۱۳۲۵
- قانون سه وحدت، شماره ۲ سال ۹ مجله مهر، ۱۳۲۵
- انگلیسها و عشایر جنوب، شماره ۷ روزنامه شهباز، ۱۳۲۵
- خاندان مشعشعی، ذیل مشعشیان، شماره ۹ سال ۳، مجله یادگار، ۱۳۲۵
- تحولات سیاسی ارتش ایران، شماره ۱ مجله سرباز، ۱۳۲۵
- حاجی میرزا ابراهیم خان صدیق الممالک مؤلف منتخب التواریخ مظفری، شماره ۱ و ۲ سال ۴، مجله یادگار، ۱۳۲۶
- تاریخ وفات محمد خان سپهسالار قاجار، شماره ۴ سال ۴، مجله یادگار، ۱۳۲۶
- ملک الکتاب عشرت فراهانی، شماره ۸ سال ۴، مجله یادگار، ۱۳۲۶
- خوزستان و تطورات نام آن، شماره ۹ سال ۳، مجله یغما، ۱۳۲۹
- مختصری از تحولات تاریخی و اداری و ارضی خوزستان، شماره ۲ و ۳ سال ۴، مجله یغما، ۱۳۳۰
- توطئه حسینعلی میرزا فرمانفرما در فارس، شماره ۱ سال ۵، مجله یغما، ۱۳۳۱
- عزل و تعبید میرزا آقا خان اعتمادالدوله نوری، شماره ۹ و ۱۰ سال ۵، مجله یغما، ۱۳۳۱
- قائم مقام و نامه‌های خصوصی او، شماره ۸ سال ۱۴، مجله یغما، ۱۳۴۰
- منشأ نقش شیر و خورشید ایران، شماره ۹ سال ۱۴، مجله یغما، ۱۳۴۰
- رقابت‌های روس و انگلیس در ایران، روزنامه ندای سپهر سال ۱۲، شماره‌های ۳۶۰ و ۳۶۴، ۱۳۴۰
- ولیعهدهای ناصرالدین شاه، شماره ۵ و ۶ سال ۱۵، مجله یغما، ۱۳۴۱
- دو سند در باره مشروطیت، شماره ۱ سال ۱۶، مجله یغما، ۱۳۴۲
- سه نامه از میرزا ابوالحسن خان ایلچی، شماره ۶ سال ۱۶، مجله یغما، ۱۳۴۲
- چند سند مربوط بتاریخ فراموش خانه در ایران، شماره ۹ سال ۱۶، مجله یغما، ۱۳۴۲
- گرانی سال ۱۳۱۶ قمری در تهران، شماره ۲ سال ۱۷، مجله یغما، ۱۳۴۲
- نامه‌ای از الهیار آصف‌الدوله، شماره ۳ سال ۱۷، مجله یغما، ۱۳۴۲
- قحطی سال ۱۲۷۳ قمری در تبریز، شماره ۶ سال ۱۷، مجله یغما، ۱۳۴۳
- سنگ نبشته‌های هخامنشی در ترعه سوئز، شماره ۳، مهنامه ارتش، ۱۳۴۳
- برج بابل، شماره ۱۲، مهنامه ارتش، ۱۳۴۳
- سرزمین فراعنه کرونولوژی تاریخ مصر، شماره ۱۲، مهنامه ارتش، ۱۳۴۳
- مسئله پناهندگی فرهاد میرزا معتمد الدوله در سفارت انگلیس، سال ۱۸، مجله یغما، ۱۳۴۴
- توضیحی در باره یک نامه تاریخی، سال ۱۳، فرهنگ ایران زمین، ۱۳۴۴
- نامه‌ای از میرزا آقا خان اعتمادالدوله نوری، شماره ۶ سال ۱۳، راهنمای کتاب، ۱۳۴۴
- دو نامه از مکرم الدوله، شماره ۸ سال ۱۳، راهنمای کتاب، ۱۳۴۴
- حفاریهای باستان شناسی، شماره ۳، مهنامه ارتش، ۱۳۴۴
- تطورات نام آذربایجان، شماره ۹، مهنامه ارتش، ۱۳۴۴
- آثار باستانی آذربایجان، شماره ۹، مهنامه ارتش، ۱۳۴۴
- شیر مظهر و نشانه اقوام آریائی، شماره ۳، مهنامه ارتش، ۱۳۴۵
- نظری به گذشته‌های آذربایجان، شماره ۹، مهنامه ارتش، ۱۳۴۵
- روابط نظامی ایران و فرانسه در دوره صفویه، شماره ۱ و ۲ سال ۱، مجله بررسیهای تاریخی، ۱۳۴۵
- کوروش کبیر، بزرگترین آزادی بخش تاریخ، شماره ۴ سال ۱، مجله بررسیهای تاریخی، ۱۳۴۵
- اسناد و مکاتبات تاریخی، شماره ۱ و ۲ سال ۱، مجله بررسیهای تاریخی، ۱۳۴۵
- اسناد و مکاتبات تاریخی، شماره ۳ سال ۱، مجله بررسیهای تاریخی، ۱۳۴۵
- گزارش مشروح کنگره ایران شناسان تهران، شماره ۳ سال ۱، مجله بررسیهای تاریخی، ۱۳۴۵
- تدوین فصل مربوط به ارتش در تاریخهای ایران، شماره ۳ سال ۱، مجله بررسیهای تاریخی، ۱۳۴۵
- عشایر ایران، شماره ۴ سال ۱، مجله بررسیهای تاریخی، ۱۳۴۵
- شیر و نقش آن در معتقدات آریائی‌ها، شماره ۳ سال ۱، مجله بررسیهای تاریخی، ۱۳۴۵
- اسناد و مکاتبات تاریخی، شماره ۲ سال ۲، مجله بررسیهای تاریخی، ۱۳۴۶
- تاریخچه سربازگیری در ایران، شماره ۲ سال ۲، مجله بررسیهای تاریخی، ۱۳۴۶
- یک قرارداد بازرگانی بین ایران و فرانسه، شماره ۳ و ۴ سال ۲، مجله بررسیهای تاریخی، ۱۳۴۶
- دو نامه در باره وقایع مشروطیت، شماره ۱۱ سال ۲۱، مجله یغما، ۱۳۴۷
- روابط ایران و فرانسه، شماره ۲ سال ۳، مجله بررسیهای تاریخی، ۱۳۴۷
- نامه‌ای فارسی از امام عمان و زنگبار، شماره ۳ و ۴ سال ۳، مجله بررسیهای تاریخی، ۱۳۴۷
- در باره کلمه روزنامه، شماره ۳ و ۴ سال ۳، مجله بررسیهای تاریخی، ۱۳۴۷
- پایان کار میرزا آقا خان اعتمادالدوله نوری، شماره ۳ و ۴ و ۵ سال ۳، مجله بررسیهای تاریخی، ۱۳۴۷
- فرمان منسوب به سلطان احمد جلایر، شماره ۵ سال ۳، مجله بررسیهای تاریخی، ۱۳۴۷
- روابط ظل السلطان و میرزا ملکم خان، شماره ۶ سال ۳، مجله بررسیهای تاریخی، ۱۳۴۷
- به یاد بود و سالروز بزرگ، شماره ۶ سال ۳، مجله بررسیهای تاریخی، ۱۳۴۷
- تطورات نام خوزستان، شماره ۶ سال ۳، مجله بررسیهای تاریخی، ۱۳۴۷
- تأثیر تاریخ در روابط ملتها، نشریه وزارت فرهنگ و هنر، ص ۳۳ تا ۳۹، ۱۳۴۸
- مسئله کشته شدن گاو آپیش بدست کمبوجیه، شماره ۱ سال ۴، مجله بررسیهای تاریخی، ۱۳۴۸
- پژوهشی در باره تطور شیر و خورشید، شماره ۱ سال ۴، مجله بررسیهای تاریخی، ۱۳۴۸
- مهرها، طغراها و توقیع‌های پادشاهان ایران از ایلخانیان تا پایان قاجاریه، شماره ۲ و ۳ و ۴ سال ۴، مجله بررسیهای تاریخی، ۱۳۴۸